# Ngũ mạc linh
Ngũ mạc linh hay còn gọi ngũ liệt (danh pháp khoa học: Pentaphylax euryoides) là một loài thực vật có hoa trong họ Pentaphylacaceae. Loài này được Gardner & Champ. mô tả khoa học đầu tiên năm 1849.